# Koton
Koton је ланац продавница лоциран у 28 земаља са седиштем у Истанбулу, са више од 8.500 запослених и укупно 434 продавнице, од којих је 275 у Турској и 159 у иностранству. 
Послујући у сектору конфекције, Koton је основан у Истанбулу 1988. године од стране брачног пара Јилмаз Јилмаз и Гулден Јилмаз. Супружници Јилмаз, чија су основна занимања били официри и учитељи, ушли су у посао са малом радњом како би продавали вишак од извозних производа. Након што је радња привукла велику пажњу, пар је напустио своју професију и почео да се бави продајом робе и текстилом. Koton, који је започео сопствену производњу 1995. године, отворио је своју прву продавницу у иностранству у Минхену 1996. године. Котон, који од децембра 2015. има 434 продавнице, има 159 продавница у иностранству у 28 земаља, посебно у Русији и Немачкој.
Циљ за 2016. је било отварање укупно 91 радње, од којих је 61 у иностранству и 30 у земљи, како би се задржало место међу глобалним играчима у сектору са 525 продавница и 12.500 запослених. Осим тога, Koton је објавио да је глобални бренд у свету моде отварањем продавнице од 1.800 квадратних метара у највеличанственијој трговачкој улици Париза, Булевару Сен Жермен, 2016. 